# Serenity (film, 2005)
Pour les articles homonymes, voir Serenity.
Ne doit pas être confondu avec Serenity (film, 2019).
Pour plus de détails, voir Fiche technique et Distribution.
Serenity est un film américain de science-fiction écrit et réalisé par Joss Whedon, sorti en 2005. Ce film mêlant space opera et western est destiné à conclure la série télévisée Firefly (annulée par son diffuseur, la Fox, après la diffusion de 11 épisodes sur les 14 tournés), dont il reprend l'intrigue et les acteurs. Il a été commercialisé en France sous les titres Serenity : L'Ultime Rébellion et Serenity - La Rébellion est en marche.
Le film se passe en 2517 et décrit l'histoire de l'équipage du Serenity, un vaisseau de classe Firefly. Le capitaine et le second sont des vétérans de la guerre d'Unification qui ont combattu dans le camp perdant. Leur vie faite de petits boulots et de contrebande aux marges du système est perturbée par la présence à leur bord d'une passagère télépathe qui connaît un secret dangereux.
Le film, produit par Universal Pictures, est sorti en Amérique du Nord le 30 septembre 2005. Il a reçu des critiques globalement positives et a été no 2 durant la semaine de sa sortie, mais n'a pas remboursé son budget avant sa sortie en vidéo. Serenity a reçu plusieurs récompenses, y compris le prix Hugo du meilleur film en 2006.

## Synopsis

### Contexte

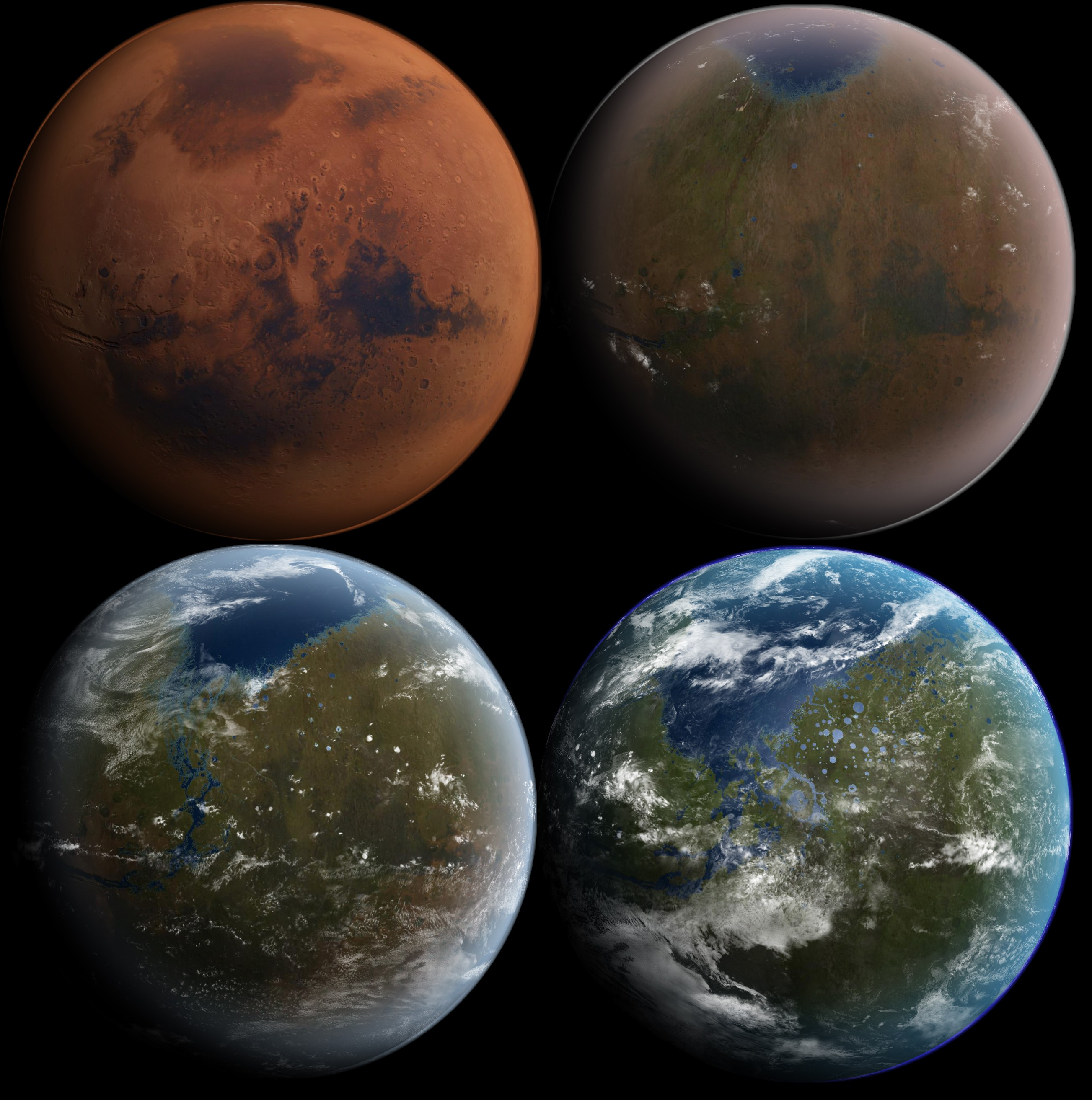
Vue d'artiste de différentes étapes d'une terraformation ; le film se déroule sur des planètes et des lunes à différents stades de ce processus.

L'histoire se déroule en 2517, à une époque où les hommes ont fui la Terre pour coloniser de nouvelles planètes après un voyage de plusieurs décennies. Certaines planètes sont très avancées, mais beaucoup connaissent des conditions similaires à celles de la Conquête de l'Ouest américain au XIXe siècle. Cet univers mélange de nombreux éléments des cultures terrestres : les billets de banque portent des symboles chinois, hébreux et arabes ; les deux planètes principales de l'alliance sont Sihnon (Sino, pour chinois) et Londinium (pour Londres) ; tout le monde parle couramment l'anglais et le mandarin, les confessions religieuses sont multiples, etc.
Malcolm Reynolds est un vétéran malheureux de la guerre d'Unification menée par l'Alliance des mondes centraux (les plus avancés technologiquement) contre les mondes indépendants. Il a combattu jusqu'à la terrible défaite finale des indépendantistes à la bataille de Serenity Valley. Pour vivre, il a acheté un ancien vaisseau cargo de classe Firefly et l'a baptisé Serenity ; Zoe Alleyne, qui avait lutté avec lui, l'a rejoint comme second commandant. Ils ont ensuite embauché un excellent pilote (Hoban Washburne, ou « Wash »), une formidable mécanicienne (Kaywinnet Lee Frye, ou « Kaylee ») et un mercenaire costaud (Jayne Cobb) ; une « Compagne » (Inara Serra) a loué l'une des navettes du Serenity comme espace de travail ; enfin, un prêtre (le révérend Derrial Book), et un docteur et sa sœur (Simon et River Tam) les ont rejoints, d'abord comme passagers, puis comme navigants.
Le film reprend quelques mois après l'intrigue présentée par la série télévisée Firefly, qui s'intéressait aux aventures du capitaine Malcolm Reynolds et de son équipage. Inara et Book ne sont plus à bord du vaisseau, et l'Alliance semble avoir perdu la trace de Simon et River Tam.

### Intrigue du film
L'introduction montre comment Simon Tam a organisé l'évasion de sa sœur River, prisonnière dans un centre scientifique de l'Alliance et soumise à de cruelles expérimentations pour exploiter ses formidables capacités psychiques. Après avoir visionné une vidéo de leur fuite, un agent de l'Alliance, l'Opérateur, décide d'exécuter le responsable des recherches : en effet, River Tam est une télépathe qui a pu lire des secrets extrêmement importants dans les têtes des éminentes personnalités venues visiter le laboratoire ; et l'avoir laissé partir constitue une faute impardonnable.
Simon et River ont trouvé refuge à bord du Serenity, commandé par le capitaine Malcolm Reynolds ; mais ses affaires sont compromises par les précautions à prendre pour protéger ses deux passagers « spéciaux » ; Malcolm décide donc de braquer une banque, en y impliquant River malgré les vives objections de Simon. Le braquage vire au cauchemar : alors que tout avait bien commencé, les Ravageurs attaquent la petite ville où se trouve la banque et commencent, comme à leur habitude, un horrible massacre. Malcolm, Zoe, Jayne et River ne s'échappent que de justesse. À leur retour, Simon, excédé par les risques pris par le capitaine, se dispute violemment avec ce dernier.
À l'escale suivante, Simon et River quittent l'équipage. Malcolm et Jayne se rendent dans un bar où ils rencontrent les commanditaires de leur dernier coup. Pendant leurs négociations, River entre… et se fige devant le comptoir : elle semble hypnotisée par un clip musical représentant un poulpe chantant accompagné de petites poupées ; d'un air halluciné, elle murmure « Miranda » et sombre dans une frénésie guerrière à laquelle personne n'arrive à s'opposer, jusqu'à ce que Simon ne l'endorme en prononçant quelques mots hypnotiques (Qui s'avère être la fameuse phrase "Klaatu barada nikto" tiré du film Le Jour où la Terre s'arrêta). Ces circonstances, malheureusement très remarquées, obligent Simon et River à retourner à bord du Serenity… et alertent l'Opérateur, qui retrouve enfin la trace de ses proies.
Mal décide de se rendre sur Haven, où réside le révérend Book depuis qu'il a quitté le Serenity, pour discuter avec ce dernier et faire le point sur la suite. Là, il reçoit un appel d'Inara : celle-ci a de gros problèmes et demande à Malcolm de venir l'aider. Malcolm, flairant un piège, la rejoint non sans avoir pris quelques précautions ; sur place, il affronte l'Opérateur et ne s'échappe que de justesse. En parallèle, toute l'équipe comprend progressivement ce que signifie « Miranda » : c'est le nom d'une planète qui, parait-il, serait devenue inhabitable à la suite d'une erreur de terraformation ; mais un secret apparemment absolu entoure ce lieu ; d'ailleurs toute curiosité est modérée par la présence d'une énorme flotte de vaisseaux de Ravageurs qui naviguent en orbite.
L'affaire prenant des proportions inquiétantes, Malcolm Reynolds décide d'aller se cacher sur Haven ; mais il ne découvre qu'un affreux carnage en arrivant dans le petit village qui devait leur servir de refuge. Reynolds, fou de colère, abat l'un des soldats blessés qui était sorti de la carcasse d'un vaisseau de l'Alliance ; et puis il ordonne de repeindre la coque du Serenity en rouge sang et d'y attacher des cadavres. Imitant ainsi le style des Ravageurs, leur vaisseau peut traverser leur flotte inaperçu avant de se poser sur Miranda.
Miranda est totalement déserte ; mais partout, dans des lieux quasiment intacts, se trouvent des cadavres… Malcolm et ses amis finissent par découvrir un message holographique qui explique l'insoutenable vérité : cet endroit a permis d'expérimenter le Pax, un produit pacificateur conçu pour diminuer l'agressivité des gens et tenter de construire une utopie ; malheureusement le produit a eu deux conséquences inattendues : d'une part, l'énorme majorité des personnes est devenue totalement apathique, sans envie aucune, et s'est laissée mourir sur place ; d'autre part, une petite minorité est devenue ultra-violente, sauvage et cannibale : les Ravageurs venaient de naître.
Tous sont horrifiés par cette révélation vidéo : l'Alliance, prête à toutes les expérimentations, a créé les Ravageurs. Malcolm trouve là une preuve irréfutable de la justesse de la cause pour laquelle il s'est battu ; il décide de contacter Mister Universe, la seule de ses connaissances capable de propager cette vérité à toute la population. Mais l'Opérateur avait anticipé cette tentative.
Malcolm Reynolds décide alors de prendre d'énormes risques : attirant les Ravageurs à sa poursuite, il réussit à provoquer un affrontement entre ceux-ci et l'Alliance, et en profite pour se faufiler jusqu'au complexe technologique qui abrite Mister Universe. La situation, déjà compliquée, devient rapidement désespérée… Puisant dans ses dernières ressources, et après un duel contre l'Opérateur, Malcolm réussit à diffuser universellement le message trouvé sur Miranda.

## Fiche technique
- Titre original : Serenity
- Titre français : Serenity : l'ultime rébellion
- Réalisation et scénario : Joss Whedon
- Musique : David Newman
- Décors : Larry Dias
- Costumes : Ruth E. Carter
- Photographie : Jack N. Green
- Montage : Lisa Lassek
- Producteurs : Christopher Buchanan, David V. Lester, Barry Mendel et Alisa Tager
- Distribution : Universal Pictures
- Pays de production :  États-Unis
- Langue originale : anglais
- Budget : 39 000 000 USD
- Genre : science-fiction
- Durée : 119 minutes
- Dates de sortie :
  - États-Unis : 30 septembre 2005
  - France : 19 octobre 2005

## Distribution

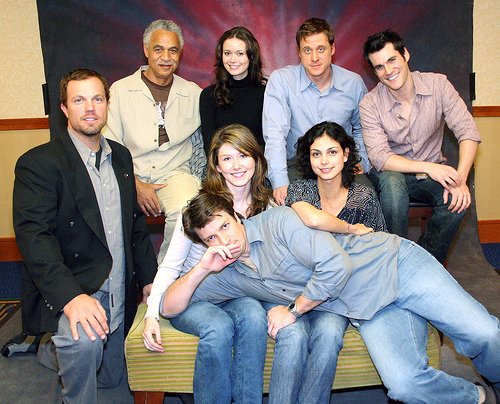
Distribution du film à la Flanvention Serenity 2005 : Adam Baldwin, Ron Glass, Summer Glau, Alan Tudyk, Sean Maher, Jewel Staite, Morena Baccarin et Nathan Fillion (de gauche à droite et de haut en bas)

- Nathan Fillion (VF : Thierry Kazazian ; VQ : Louis-Philippe Dandenault) : Malcolm Reynolds, dit « Mal », le capitaine du Serenity ; il a combattu sous le grade de sergent avec les indépendantistes jusqu'à leur défaite finale à Serenity Valley.
- Gina Torres (VF : Géraldine Asselin ; VQ : Catherine Hamann) : Zoe Alleyne[Note 1], le second à bord du Serenity ; ancienne camarade de combat de Malcolm Reynolds.
- Alan Tudyk (VF : Olivier Korol ; VQ : Daniel Lesourd) : Hoban Washburne, dit « Wash », le pilote du Serenity et mari de Zoé.
- Sean Maher (VF : Philippe Siboulet ; VQ : Jean-François Beaupré) : Simon Tam, médecin à bord du Serenity ; il veille sur sa sœur avec passion.
- Summer Glau (VF : Léa Gabriele ; VQ : Éveline Gélinas) : River Tam, la sœur de Simon ; exceptionnellement douée dans les domaines physiques et psychiques, son instabilité la rend dangereuse pour ses ennemis comme pour ses amis.
- Morena Baccarin (VF : Laurence Bréheret ; VQ : Pascale Montreuil) : Inara Serra, une compagne versée dans l'art de la séduction, de la diplomatie, et de l'étiquette.
- Adam Baldwin (VF : Pascal Germain ; VQ : Sylvain Hétu) : Jayne Cobb ; souvent tenté de vendre ses muscles au plus offrant, il n'en développe pas moins une réelle amitié avec les autres membres de l'équipage du Serenity.
- Jewel Staite (VF : Céline Mauge ; VQ : Viviane Pacal) : Kaywinnet Lee Frye, ou « Kaylee », mécanicienne du Serenity ; intelligente et très chaleureuse.
- Ron Glass (VF : Benoît Allemane ; VQ : Hubert Fielden) : shepherd Derrial Book, prêtre ; se présentant comme un homme de paix et de pardon, son passé mystérieux semble parfois le rattraper et ses actes contredire ses paroles.
- Chiwetel Ejiofor (VF : Julien Kramer ; VQ : Thiéry Dubé) : l'Opérateur, un agent secret prêt à tout pour accomplir sa mission ; rusé et impitoyable.
- David Krumholtz (VQ : Gilbert Lachance) : Mister Universe ; ce geek a organisé sa vie de façon à voir sur ses écrans tout ce qui se passe dans les différents recoins connus des hommes et donc de l'Alliance.
- Michael Hitchcock : le docteur Mathias
- Sarah Paulson : le docteur Caron

Source et légende :Version française (V. F.) sur RS Doublage et Version québécoise (V. Q.) sur Doublage Québec.

## Production

### Développement
Le film est la suite de la série télévisée Firefly, qui avait été annulée par la Fox Broadcasting Company en décembre 2002, après que onze des quatorze épisodes produits ont été diffusés. N'ayant pas trouvé de diffuseur prêt à reprendre la série, son créateur Joss Whedon essaya finalement de la vendre en film. Il rencontre alors Mary Parent (en) d'Universal Studios, qui accepte après avoir regardé les DVD des épisodes de la série. En juin 2003, les acteurs Nathan Fillion et Adam Baldwin avaient confirmé le projet sur le forum officiel de Firefly, tout comme Whedon dans plusieurs interviews,,.

### Scénario
Lorsque Universal acquit les droits du film à la Fox, Whedon commença à écrire le scénario. Il devait réussir à expliquer les prémisses d'une série télévisée qui n'avait eu qu'une faible audience, sans ennuyer ni les nouveaux spectateurs ni les fans de longue date. Le scénario s'appuie sur les idées qu'il avait pour la saison 2 de Firefly, non tournée. Le premier script de Whedon faisait 190 pages et essayait de prendre en compte toutes les intrigues amorcées dans la série. Whedon présenta le script à Universal sous le titre « The Kitchen Sink », qui demanda à ce qu'il soit réduit pour rentrer dans les contraintes budgétaires du film. Universal avait prévu que le tournage commencerait en octobre 2003 mais le script ayant pris du retard, il n'a commencé qu'en juin 2004.
La séquence d'ouverture du film change de point de vue plusieurs fois : elle passe d'une narration traditionnelle à des images d'une salle de classe, ensuite révélés comme étant les souvenirs fragmentés de River. Whedon dit dans le commentaire du DVD que cette approche fonctionne aussi thématiquement, puisque cela montre l'état d'esprit fracturé de River.
Une fois que la narration atteint le Serenity lui-même, Whedon utilise un plan-séquence en steadicam de plusieurs minutes pour établir un sentiment de confiance et (ré)-introduire tous les personnages à bord du vaisseau en évoquant leurs personnalités et motivations.

### Tournage
Joss Whedon est parvenu à convaincre James Brubaker, président de la production chez Universal, de tourner le film à Los Angeles. Un film comme Serenity, se déroulant dans l'espace et sur de nombreuses planètes différentes, aurait pu facilement coûter 100 millions de dollars, mais Universal a refusé de dépenser autant d'argent. Whedon est finalement parvenu, au prix d'économies dans tous les domaines et en s'appuyant sur des talents locaux comme Jack Green, à réaliser un film de 39 millions qui ressemble à un film de 100 millions. Le film reçoit le feu vert pour entrer en production avec un budget inférieur à 40 millions de dollars début mars 2004.
Whedon annonce que le film sera intitulé Serenity, pour le différencier de la série télévisée, d'autant que la Fox a encore les droits du nom « Firefly ».
Le tournage commence le 3 juin 2004. Il dure moins de 50 jours, alors que des films de cette qualité sont habituellement tournés en 80. Les neuf acteurs principaux de la série sont revenus pour le film mais Ron Glass et Alan Tudyk ne pouvant pas s'engager pour d'éventuelles suites, les morts de leurs personnages sont introduites dans le script.
Pour les scènes de combat de Summer Glau, le coordinateur des cascades Chad Stahelski (qui a étudié le Jeet Kune Do avec Dan Inosanto) a créé un style de combat personnalisé : un mélange de Kung Fu, de kickboxing, de wushu et de postures de ballet, combinés pour créer un art martial ressemblant à de la danse,.
Les intérieurs du vaisseau spatial Serenity utilisés pour la série télévisée n'ont pas pu être repris pour le film ; il a fallu construire de nouveaux décors en s'appuyant sur les images des DVD de Firefly. Les scènes se déroulant sur Miranda ont été tournées à la Diamond Ranch High School (en) de Pomona en Californie.
Le 17 septembre 2004, Whedon annonce sur le site officiel du film que le tournage est fini.

### Design
L'artiste de comics Bernie Wrightson, co-créateur de Swamp Thing, a participé aux premiers dessins conceptuels des Ravageurs. D'autres artistes de comics ont aussi participé au design, comme Joshua Middleton (en) et Leinil Francis Yu.
Les costumes de Serenity s'inspirent de la conquête de l'Ouest : des matériaux naturels comme la laine, le coton, le cuir, dans des tons bruns ternes prédominent. D'autres costumes sont un mélange d'influences asiatiques et indiennes au niveau des couleurs, ou encore inspirés par les costumes de la guerre de Sécession, de la fin du XIXe siècle ou de la Grande Dépression des années 1930. Les bretelles de Mal dérivent d'un modèle de la Seconde Guerre mondiale.

### Bande originale
La bande originale, composée par David Newman puis enregistrée par le Hollywood Studio Symphony sous sa direction, a été publiée le 27 september 2005.
Selon le réalisateur Joss Whedon, Newman a été recommandé par les responsables de la musique chez Universal quand il a demandé un musicien capable de « tout ». La version de The Ballad of Serenity à la guitare acoustique, utilisée pour les crédits de fin du film, est absente de l'album.
| No  | Titre                      | Durée |
| --- | -------------------------- | ----- |
| 1.  | Into the River             | 3:10  |
| 2.  | Escape                     | 1:30  |
| 3.  | Serenity                   | 0:50  |
| 4.  | Going for a Ride           | 2:24  |
| 5.  | Trading Station Robbery    | 3:07  |
| 6.  | River Goes Wild            | 1:28  |
| 7.  | River and Simon in Locker  | 0:55  |
| 8.  | Population Dead            | 3:55  |
| 9.  | Haven Destroyed            | 0:54  |
| 10. | Shepherd Book's Last Words | 1:00  |
| 11. | You're Not a Reaver        | 0:56  |
| 12. | Mal Decides                | 3:09  |
| 13. | Truth / Mal's Speech       | 3:36  |
| 14. | Space Battle               | 3:21  |
| 15. | Crash Landing              | 1:59  |
| 16. | Run to Black               | 2:55  |
| 17. | Generator Room             | 3:06  |
| 18. | Mal & Op Fight             | 2:11  |
| 19. | Jayne & Zoe / Final Battle | 2:44  |
| 20. | Rebuilding Serenity        | 2:19  |
| 21. | Prep for Flight            | 1:33  |
| 22. | Love                       | 1:06  |
| 23. | End Credits                | 1:38  |

## Sortie

### Promotion

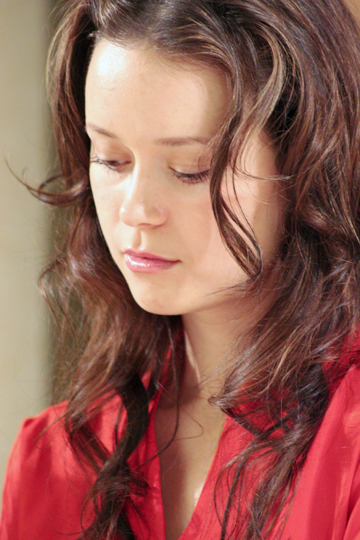
L'actrice Summer Glau, à la Serenity Flanvention, en décembre 2005.

La promotion du film a été assurée, entre autres, par la diffusion sur Internet de cinq courtes vidéos appelées les R. Tam Sessions, qui reviennent sur les conditions de captivité de River.
Les fans de cet univers sont parfois appelés les « flans » à la suite d'un lapsus de l'acteur Nathan Fillion. Selon le magazine Écrans, Universal leur avait demandé de créer un bouche à oreilles favorable avant la sortie du film ; mais un an après, la société se retourne contre eux et menace de procès ceux qui continueraient à vendre du merchandising à l'image du film.

### Critique
Le film recueille 82 % de critiques positives, avec une note moyenne de 7,2/10 et sur la base de 180 critiques collectées, sur le site Rotten Tomatoes. Le film a cependant été un échec commercial à sa sortie au cinéma et n'a été rentabilisé qu'avec la sortie DVD.

### Box-office
- Box-office américain : 25 514 517 USD
- Box-office hors États-Unis : 13 337 435 USD
- Total des recettes : 38 851 952 USD

## Distinctions

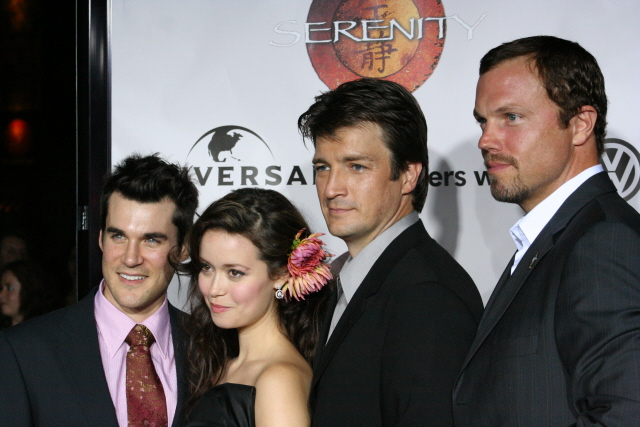
Sean Maher, Summer Glau, Nathan Fillion et Adam Baldwin, à la première du film, en septembre 2005.

### Récompenses
- Saturn Awards : meilleure actrice dans un second rôle (Summer Glau)
- Prix Hugo : meilleur film
- Prix Nebula : meilleur script

### Nominations
- Saturn Awards : meilleur film de science-fiction
- Empire Awards : meilleur film de science-fiction, meilleur espoir (Nathan Fillion)

### Note
1. ↑  Ou Zoe Warren (apparemment première version du nom du personnage).